# سیارک ۱۴۴۸
سیارک ۱۴۴۸ (به انگلیسی: 1448 Lindbladia، نامگذاری:1938DF) هزار و چهارصد و چهل و هشتمین سیارک کشف شده‌است که در ۱۶ فوریه ۱۹۳۸ کشف شد.
قدر مطلق سیارک برابر ۱۲٫۶۰ است.